# Armand de Bressanone
Pour les articles homonymes, voir Armand.
Bienheureux Armand (ou Hartmann) a vécu au XIIe siècle. Religieux originaire de Bavière, il s'est attaché à réformer les communautés de l'ordre des Chanoines réguliers de saint Augustin. 
Évêque de Bozen-Brixen (Bolzano-Bressanone), dans le Tyrol italien nommé autrement Vénitie, il a fondé l'abbaye de Novacella (Neustift en allemand), située à trois kilomètres de Bressanone. 
Il est mort en 1164.
Armand est un nom de personne germanique formé des racines hart (dur) et man (homme).
Fête : le 23 décembre.